# SH-01E
docomo with series AQUOS PHONE si SH-01E（ドコモ ウィズシリーズ アクオスフォン エスアイ エスエイチゼロイチイー）は、シャープによって開発された、NTTドコモの第3.9世代移動通信システム（Xi）と第3世代移動通信システム（FOMA）とのデュアルモード端末である。docomo with seriesのひとつ。
ここではファッションブランドVivienne WestwoodとのコラボレーションモデルであるSH-01E Vivienne Westwood（エスエイチゼロイチイー ヴィヴィアン・ウエストウッド）についても記述する。

## 概要
わずか1か月で発売終了に見舞われたAQUOS PHONE ZETA SH-09Dの派生機種で、SH-09Dを小さくしたようなデザインとなっている。ただし解像度はSH-09DのHDからqHDにスペックダウンしている。
「Just Fit Size」をコンセプトに掲げ、使いやすさとハイスペックの両立を目指し、主に女性の使用を想定したモデルとなっている。本体の幅を59mmまで抑えることで、手の小さなユーザーでも片手での操作を容易にした。
コンパクトモデルでありながらSH-09Dとほぼ同等のスペック・機能を持つ（Xi、ワンセグ、赤外線通信、おサイフケータイに対応）。ただし、ワンセグの視聴・録画時には別途付属する外部アンテナケーブルが必要となる他、NOTTV・おくだけ充電には対応していない（NOTTVはSH-09Dでも非対応）、SH-09Dに比べ、ややバッテリーが小さいなど、小型軽量化を最優先した設計がなされている。
本体付属品として同梱されている卓上ホルダは、充電を開始すると、横画面でワンセグ録画やブルーレイレコーダーの録画番組、YouTubeの新着動画といった最新情報を時計と一緒に一覧表示する「Dock to Play」機能や保存した写真をスライドショーとして楽しめる「チャージングシアター」に対応している。
ちなみに、製品名の「si」には「スマート」「スタイリッシュ」「スリム」といった意味が込められている。

## SH-01E Vivienne Westwood
ファッションブランドVivienne Westwoodとのコラボレーションモデルであり、限定販売台数は3万台。
Vivienne Westwoodのモチーフである「オーブ」を各所にデザインしており、本体背面はオーブをカモフラージュ調に重ね塗りしたオリジナルデザインとなっている。
また、本体のロゴも「NTT docomo Xi」ではなくオーブがデザインされている。

## 主な機能
| 主な対応サービス                                 | 主な対応サービス                         | 主な対応サービス                       | 主な対応サービス                              |
| ------------------------------------------------ | ---------------------------------------- | -------------------------------------- | --------------------------------------------- |
| タッチパネル／加速度センサー                     | Xi／FOMAハイスピード                     | Bluetooth                              | DCMX／おサイフケータイ／赤外線／トルカ        |
| ワンセグ／モバキャス                             | メロディコール                           | テザリング                             | WiFi IEEE802.11b/g/n                          |
| GPS                                              | spモード／電話帳バックアップ             | デコメール／デコメ絵文字／デコメアニメ | iチャネル                                     |
| エリアメール／ソフトウェアーアップデート自動更新 | デジタルオーディオプレーヤー(WMA)(MP3他) | GSM／3Gローミング（WORLD WING          | フルブラウザ／Flash Player                    |
| Google Play／dメニュー／dマーケット              | Gmail／Google Talk／YouTube／Picasa      | バーコードリーダ／名刺リーダ           | ドコモ地図ナビ／Google Maps／ストリートビュー |

## 歴史
- 2012年8月28日 - NTTドコモより発表。
- 2012年9月25日 - 新色としてBlueとBlackを追加発表[4]。
- 2012年9月28日 - Pink・White事前予約開始。
- 2012年10月5日 - Pink・White発売開始[5]。
- 2012年11月9日 - Blue・Black事前予約開始。
- 2012年11月17日 - Blue・Black発売開始[6]。
- 2012年11月30日 - SH-01E Vivienne Westwood事前予約開始。
- 2012年12月8日 - SH-01E Vivienne Westwood発売開始[7]。
- 2013年5月8日 - SH-01EとSH-01E Vivienne Westwoodが共にAndroid 4.1バージョンアップ対象機種に選定される[8]。
- 2014年2月4日 - SH-01E・SH-01E Vivienne WestwoodのAndroid 4.1へバージョンアップ開始[9][10][11]。

## アップデート・不具合など

### SH-01E
2012年11月21日のアップデート
- 充電器を接続しても、まれに充電が開始されない場合がある。
- ビルド番号が01.00.00、01.00.02から01.00.03になる。

2013年3月28日のアップデート
- Wi-Fi接続状態でまれに携帯電話(本体)の時刻がずれる場合がある。
- ブラウザでファイルをダウンロードする際にまれにダウンロードに失敗する場合がある。
- YouTube視聴時にリプレイ再生が途中で止まってしまう場合がある。
- ビルド番号が01.00.03から01.00.04になる。

2013年6月5日のアップデート
- オールリセットを実施し、自動的に携帯電話(本体)が再起動した際に、正常に起動できない場合がある不具合を修正する。
- ビルド番号が01.00.04から01.00.05になる。

2013年11月19日のアップデート
- メッセージアプリを横画面で使用時、送信ボタンを押下してもSMSが送信されない場合がある不具合を修正する。
- ビルド番号が01.00.05から01.00.06になる。

2014年1月15日のアップデート
- 充電中に電池残量が正しく表示されない場合がある不具合を修正する。
- ビルド番号が01.00.06から01.00.07になる。

### SH-01E Vivienne Westwood
2013年2月4日のアップデート
- Wi-Fi接続状態でまれに携帯電話(本体)の時刻がずれる場合がある。
- ビルド番号が01.00.00から01.00.01になる。

2013年3月28日のアップデート
- スリープモード中に携帯電話(本体)がフリーズする場合がある。
- ブラウザでファイルをダウンロードする際にまれにダウンロードに失敗する場合がある。
- ビルド番号が01.00.01から01.00.02になる。

2013年6月5日のアップデート
- オールリセットを実施し、自動的に携帯電話(本体)が再起動した際に、正常に起動できない場合がある不具合を修正する。
- ビルド番号が01.00.02から01.00.03になる。

2013年11月19日のアップデート
- メッセージアプリを横画面で使用時、送信ボタンを押下してもSMSが送信されない場合がある不具合を修正する。
- ビルド番号が01.00.03から01.00.04になる。

2014年1月15日のアップデート
- 充電中に電池残量が正しく表示されない場合がある不具合を修正する。
- ビルド番号が01.00.04から01.00.05になる。

### SH-01E・SH-01E Vivienne Westwood共通
2014年1月23日のアップデート（OSバージョンアップ）
- Android 4.1における共通の変更点
  - Android OS全体で、表示速度とタッチ反応が向上。
  - Google Nowへの対応。
  - ステータスバーから次のアクションが可能に。
- 本機特有の主な変更点
  - カメラUIを変更。カメラ撮影時、ファインダ上での設定が可能になる。
    - 静止画撮影時には、モバイルライトのON/OFF/AUTO、GPS機能を使用した「自動位置情報付加」のON/OFF、手ぶれ軽減の設定を、動画撮影時には、GPS機能を使用した「自動位置情報付加」のON/OFFを切り替えることができる。

  - Feel UXのウェルカムシートのショートカットがカスタマイズ可能に。
  - 3ラインホームのナビゲーションバーに表示するアイコンのカスタマイズ可能に。
  - 3ラインホームの壁紙に、撮影した写真など好みの画像が設定可能に。
  - アプリシート上のアプリの表示/非表示を、アプリ毎に設定が可能になり、使用しないアプリを非表示にすることができる。
  - 3ラインホームのアプリシート/ショートカットシート端で、アイコンが回転して傾く効果を追加。
  - 文字変換エンジンがiWnn 1.6にバージョンアップ。
  - 手書き入力時に、確定前の文字を文字単位での修正とQWERTYキーボードで文字入力時に、元に戻す操作が可能に（これによりボタンの配置が変更となる）。
  - キーボードを上下左右に端から端までスライドさせることにより、簡単に入力方式を切り替えることができるスライド切り替えが上下左右それぞれにスライドした時に割り当てる機能を変更可能に。
  - 設定キーのフリックにより、文字入力（手書き入力/音声/QWERTY）の切り替えが可能に。
  - アプリケーション画面に「音声検索」アイコンを追加。「検索」は名称が「Google」に変更。
  - どのアプリ使用中でも、アプリ使用履歴キーの長押し、または端末を2回振ることで、便利な機能をまとめた操作メニューを呼び出すことができる「クイックツールボックスEX」を搭載。
  - ナビゲーションバーを上にスライドすることで、対応したアプリケーションを起動できる「アシスト機能」に対応。
  - 「ステータスパネル」表示時、ステータスバーに日付を表示。
  - ステータスパネルの機能キーエリアの表示を変更。
    - 「設定」アイコンの位置が機能キーエリアの右上に移動し、機能キーが5項目ずつの2行表示に変更。上下キーで表示行数（1行表示/2行表示）の切替可能な他、「並べ替え」を選択すると、機能キーの順番を変更することが可能。

  - アプリ使用履歴キーを押して表示される、最近使用したアプリの履歴表示の中で、「起動中」のものが分かるようになる（アプリ使用履歴キーの表示アイコンが変更となる）。
  - 「歩数計」アプリのグラフィックおよびウィジェットを変更。
  - ミュージックプレイヤーに、「ミュージック」アプリを追加[14]
  - コンテンツマネージャー（SHツール）に画像サイズで検索する機能を追加。
  - セーフモードの起動方法を追加。
    - 従来の端末起動時に「音量ダウンキー」を長押しする方法に加え、端末が起動している状態から「電源キー」を長押し→「電源を切る」を長押し→セーフモードで再起動するかを選択する方法が追加される。

  - 設定メニューの変更
    - 「設定」→「Wi-Fi」で表示されるWi-Fi設定画面の画面下部の表示を変更。「WPSプッシュボタン」が追加され、「ネットワークを追加」が「ネットワークを追加」アイコンに変更、「AOSS」はメニュー内に移動。
    - 「設定」→「アカウントと同期」がなくなり、「設定」→「アカウントを追加」が追加される。ここに、追加したアカウントがリスト表示される。
    - 「ロック画面・ホーム切替」が「ホーム切替」に名称を変更。
    - 「設定」→「ワイヤレス出力」に「画面OFFしない」の設定を追加。ワイヤレス出力の画面で、［メニュー」→「画面OFFしない」にチェックを入れることで、ワイヤレス出力中は端末が画面OFFしなくなる。

  - エコ技設定における画面のなめらかさを制御する機能を向上。制御の適用範囲がすべての画面表示において適用される。設定項目の「なめらか」は、名称が「省エネ液晶ドライブ」に変更。
  - パソコンなどをUSBケーブルで接続してインターネット利用ができるUSBテザリングに対応。
  - 赤外線アプリの変更。赤外線アプリからの送信は全件送信のみとなる。
- 不具合修正
  - 特定のウェブページをブラウザで閲覧中、まれにブラウザが強制終了する場合がある不具合をする。
- SH-01Eのビルド番号が01.00.00、01.00.02、01.00.03、01.00.04、01.00.05、01.00.06、01.00.07から02.00.02に、SH-01E Vivienne Westwoodのビルド番号が01.00.00、01.00.01、01.00.02、01.00.03、01.00.04、01.00.05から02.00.02になる。